# Bársony Márton
Bársony Márton (Hamamacu, 1983. –) esztéta, kultúrtörténész, a karnevál-elmélet kutatója, a Károli Gáspár Református Egyetem RefCOO Kutatóműhelyének vezető főmunkatársa, az egyetem óraadó oktatója. A Magyar Tudományos Akadémia köztestületének tagja. A Pesti Bölcsész Akadémia egyik alapítója. Apja, Bársony István, villamosmérnök, akadémikus.

## Életútja
Gyermekkorát nagyrészt Japánban és Hollandiában töltötte, 1993 óta él Magyarországon. A Baár–Madas Református Gimnáziumban érettségizett, majd az Eötvös Loránd Tudományegyetemen szerezte meg diplomáit történelemből és esztétikából. 2011-ben iratkozott be az ELTE BTK Irodalomtudományi Doktori iskolájába és Filozófiatudományi Doktori Iskolába. Mindkét képzésen abszolvált. 2014-ben a Campus Hungary és a Yale ösztöndíjas kutatójaként a neves amerikai egyetemen töltött egy fél évet David Kastan professzornál. Shakespeare-kutató, a Magyar Shakespeare Bizottság tagja, a 2021-es World Shakespeare Congress egyik szeminárium-szervezője. Kutatási területének nemzetközileg elismert szakértőjeként felszólalt a 2014-es Harvard-Yale könyvtörténeti konferencián, a Stockholmban 2014-ben megrendezett nemzetközi Bahtyin-konferencián, a 2015-ben a Humboldton megrendezett Amerikai Reneszánsz Egyesület konferenciáján.
Társalapítója az ELTE BTK Esztétika tanszék Esztétika – Mi végre? konferenciasorozatnak, Szonday Szandrával közösen cirkuszművészeti és –történeti konferenciát szerveztek (Porondon: a cirkusz). Kidolgozta és megvalósította a Pesti Bölcsész Akadémia tudománynépszerűsítő programsorozatot, amely azóta is működik az ELTE bölcsészkarán. 2016-ban kultúraszervezőként került a Református Közéleti és Kulturális Alapítványhoz, ahol főleg a „discuss culture” alapú közéleti vitákat szervezett (Reformátusok Szárszói Konferenciája, KONFESZT).
2018-ban a Károli Gáspár Református Egyetem Egyház és Társadalom Kutatóintézetében létrehozta a RefCOO – A Református Művelődésért Kutatóműhelyt, amely a munkatársak kutatói munkája mellett művelődési, kulturális, tudománynépszerűsítő és közéleti szervezéssel is foglalkozik. A RefCOO Kutatóműhelyhez kötődik többek között az Átriumban megrendezett és Vecsei H. Miklós által vezetett Marslakók tudománynépszerűsítő talkshow-sorozat, ahol olyan neves magyar kutatókat hívott meg, mint Barabási Albert-László, Csíkszentmihályi Mihály, Bánffy Eszter, és Márka Szabolcs. A RefCOO pályázataiból jött létre az Isten a XXI. században fotókiállítás (amelynek Bársony Márton a kurátora).
2021-ben kinevezték a Károli Gáspár Református Egyetem Egyház és Társadalom Kutatóintézet igazgatójává. Ugyanebben az évben májusban kinevezték a 2021-ben alakult Károli Interdiszciplináris Akadémia igazgatójává is. 